# Alpenpokal 1961
Der Alpenpokal 1961 war die 2. Auflage des Fußballwettbewerbs. Italien gewann den in einer Gruppenphase ausgespielten Wettbewerb.

## Tabelle
| Pl. | Verein  | Sp. | S  | U | N  | Tore    | Diff. | Punkte |
| --- | ------- | --- | -- | - | -- | ------- | ----- | ------ |
| 1.  | Italien | 16  | 14 | 1 | 1  | 048:210 | +27   | 29:30  |
| 2.  | Schweiz | 16  | 1  | 1 | 14 | 021:480 | −27   | 03:29  |

## Spiele
|                     | Gesamt |                         | Hinspiel | Rückspiel |
| ------------------- | ------ | ----------------------- | -------- | --------- |
| Brescia Calcio      | 5:3    | FC Lugano               | 3:2      | 2:1       |
| Calcio Lecco        | 4:1    | FC Luzern               | 2:1      | 2:0       |
| Aurora Pro Patria   | 7:3    | FC Schaffhausen         | 2:1      | 5:2       |
| AC Reggiana         | 3:1    | FC Young Fellows Zürich | 1:0      | 2:1       |
| AC Bellinzona       | 2:5    | AC Parma                | 1:2      | 1:3       |
| FC Biel-Bienne      | 2:8    | AC Monza                | 1:4      | 1:4       |
| Grasshoppers Zürich | 3:8    | Lazio Rom               | 0:5      | 3:3       |
| Young Boys Bern     | 6:8    | AC Florenz              | 3:2      | 3:6       |